# Im August blüh’n die Rosen

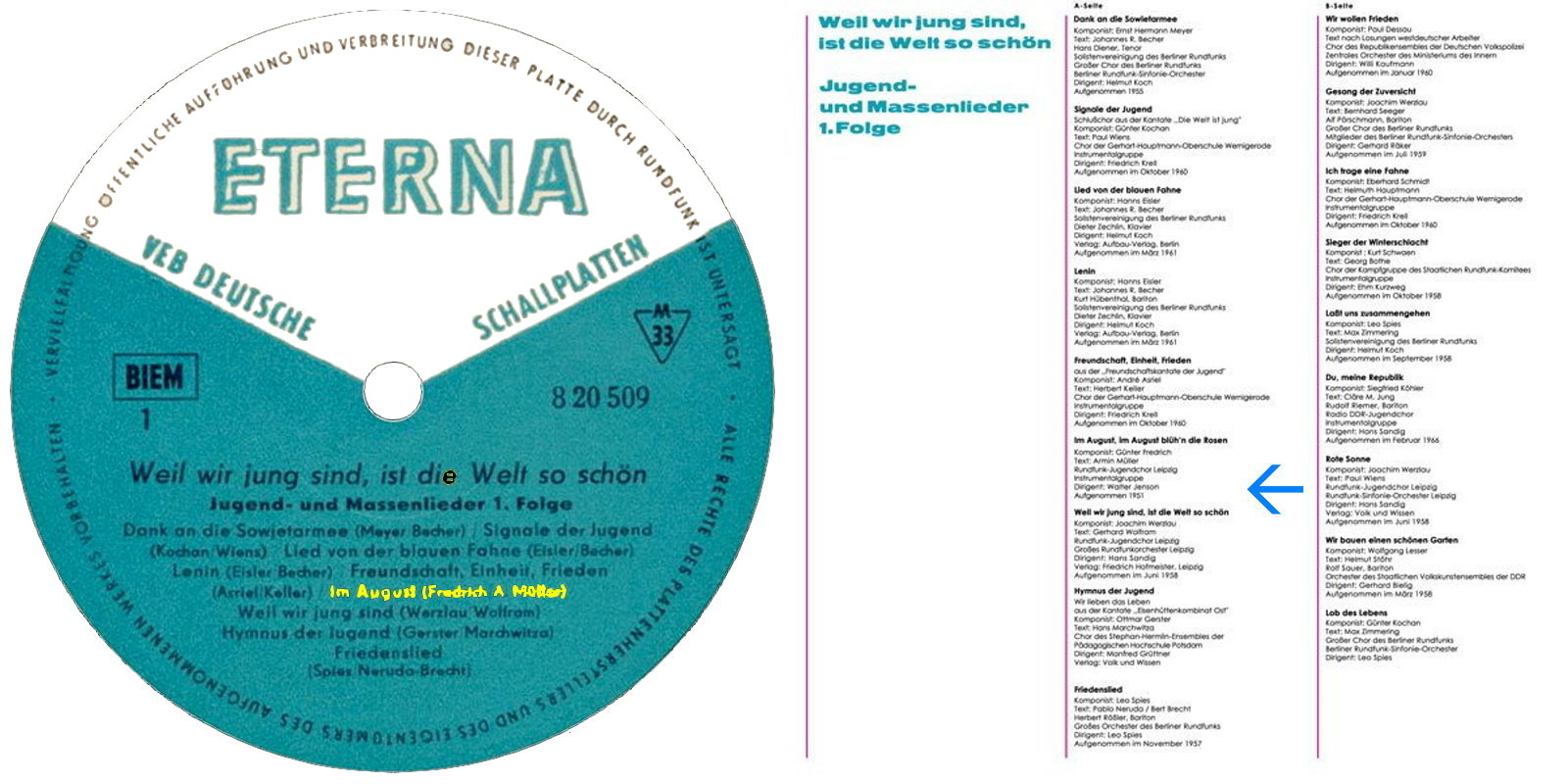
Titel 6 Aufnahme 1951, Veröffentlichung 1966

Für die 3. Weltfestspiele in Berlin (Ost) 1951 komponierte Günter Fredrich die Melodie des von Armin Müller geschriebenen Textes Im August blüh’n die Rosen.
Dieses Lied wurde gewissermaßen zur Hymne der Weltfestspiele und zugleich ein Hit des DDR-Rundfunks. Die herausragende Bedeutung für das FDJ-Liedgut der DDR fand auch in der von Gitta Günther und Lothar Wallraf herausgegebenen Geschichte der Stadt Weimar Erwähnung. Die Erwähnung ist nicht zufällig, da ja Weimar auch Delegierte der Weltfestspiele empfangen hatte, und zweitens weil sowohl der Komponist als auch der Textdichter aus Weimar waren. Bei der Firma ETERNA erschien dieses Lied 1951 auch als Schellack-Schallplatte mit einer Aufnahme des Liedes vom  Jugendchor des Mitteldeutschen Rundfunks mit Orchester unter der Leitung von Hans Sandig. Über die Verkaufszahlen liegen keine Angaben vor.